# Wauconda (Washington)
Wauconda az Amerikai Egyesült Államok északnyugati részén, Washington állam Okanogan megyéjében elhelyezkedő önkormányzat nélküli település.

## Története
Miután három, az Illinois állambeli Waucondából származó testvér aranyat talált a térségben, 1898-ban létrejött a bányászközösség; a régióban ekkor összesen négy bánya működött. 1900-ban megnyílt a település boltja, 1901-ben pedig a helyi postahivatal. A helységnek egykor ezer lakosa volt.
Az 1900-as évek elején a bányák kimerültek, így azokat bezárták. 1929-ben átadták az új országutat, amely elkerülte a települést, így Waucondát elköltöztették, a korábbi helyszín pedig elnéptelenedett.
A település ma egyetlen személy tulajdonában áll. 2008-ban az akkori tulajdonos (Daphne Fletcher) 1 125 000 dollárért eladásra kínálta a települést, majd 2010 márciusában az eBay felületén is meghirdette. Az aukció nyertese egy ausztrál házaspár volt, akik 370 601 dollárt kínáltak Waucondáért, azonban nem tudták az árat kifizetni, így két hét múlva 360 000 dollárért egy másik házaspár vásárolta meg. Mivel a pár később elköltözött, 2015 júniusában a helyi boltot bezárt.

## Éghajlat
| Hónap                         | Jan.  | Feb.  | Már.  | Ápr.  | Máj.  | Jún. | Júl. | Aug. | Szep. | Okt.  | Nov.  | Dec.  | Év    |
| ----------------------------- | ----- | ----- | ----- | ----- | ----- | ---- | ---- | ---- | ----- | ----- | ----- | ----- | ----- |
| Rekord max. hőmérséklet (°C)  | 12,2  | 25,6  | 25,0  | 31,7  | 35,6  | 40,0 | 41,7 | 40,6 | 36,7  | 30,6  | 17,8  | 17,8  | 41,7  |
| Átlagos max. hőmérséklet (°C) | −0,6  | 3,3   | 8,9   | 14,4  | 18,9  | 22,8 | 27,8 | 27,8 | 22,2  | 13,3  | 3,3   | −2,2  | 13,4  |
| Átlagos min. hőmérséklet (°C) | −7,8  | −6,7  | −3,3  | −0,6  | 3,3   | 6,7  | 8,9  | 8,3  | 3,9   | −0,6  | −3,9  | −8,9  | −0,0  |
| Rekord min. hőmérséklet (°C)  | −35,6 | −36,7 | −28,3 | −16,1 | −11,7 | −3,9 | −1,7 | −2,8 | −10,0 | −20,6 | −28,9 | −38,9 | −38,9 |
| Átl. csapadékmennyiség (mm)   | 38    | 31    | 32    | 31    | 50    | 50   | 33   | 21   | 21    | 25    | 46    | 54    | 432   |
| Forrás: The Weather Channel   |       |       |       |       |       |      |      |      |       |       |       |       |       |

## Fordítás
Ez a szócikk részben vagy egészben  a   Wauconda, Washington című angol Wikipédia-szócikk ezen változatának fordításán alapul.  Az eredeti cikk szerkesztőit annak laptörténete sorolja fel. Ez a jelzés csupán a megfogalmazás eredetét és a szerzői jogokat jelzi, nem szolgál a cikkben szereplő információk forrásmegjelöléseként.